# Liste der Monuments historiques in Silly-Tillard
Die Liste der Monuments historiques in Silly-Tillard führt die Monuments historiques in der französischen Gemeinde Silly-Tillard auf.

## Liste der Bauwerke
| Bezeichnung       | Beschreibung              | Standort | Kennzeichnung | Schutzstatus | Datum | Bild           |
| ----------------- | ------------------------- | -------- | ------------- | ------------ | ----- | -------------- |
| Kapelle St-Blaise |                           | (Lage)   | PA00114912    | Classé       | 1909  | weitere Bilder |
| Kirche St-Martin  | Erbaut im 13. Jahrhundert | (Lage)   | PA00114913    | Inscrit      | 1929  | weitere Bilder |

## Liste der Objekte
- Monuments historiques (Objekte) in Silly-Tillard in der Base Palissy des französischen Kultusministeriums